# Off (филм)
Off (познати и као Последњи и први) је српски филм из 2015. године, у режији Предрага Стојића, по сценарију Марка Крстића.
Филм jе своју премијеру имао 4. јуна 2015. године.

## Радња
Михајло Лубарда је 35-годишњи специјалиста ургентне медицине који је заменио смену како би присуствовао премијери плесног спектакла у којој главну улогу игра његова дугогодишња девојка Марија, међутим, телефонски позив његовог млађег брата изненада мења све планове. Михајло бива увучен у замршену животну ситуацију свога брата, који му се обраћа за помоћ из страха од криминалаца, чији је вођа Бата, који га јуре због трке „српског рулета” коју те вечери треба да вози.

## Улоге
| Глумац            | Улога           |
| ----------------- | --------------- |
| Никола Ђуричко    | Михајло Лубарда |
| Љубомир Бандовић  | Бата            |
| Вук Јовановић     | Петар Лубарда   |
| Мина Манојловић   | Марија          |
| Слободан Павелкић |                 |
| Марко Баћовић     | Чувар гараже    |
| Никола Којо       | Шеф интервентне |
| Милорад Мандић    | Др Ђорђевић     |
| Злата Нуманагић   | Мајка           |
| Горан Султановић  |                 |
| Танасије Узуновић | Коњушар         |